# 富山県立にいかわ総合支援学校
富山県立にいかわ総合支援学校（とやまけんりつ にいかわそうごうしえんがっこう）は、富山県黒部市にある県立の特別支援学校である。知的障害のある児童・生徒及び肢体不自由の児童・生徒が学ぶ。
校訓は「明るく、仲よく、元気よく」。

## 沿革
- 1979年（昭和54年）4月1日 - 富山県立しらとり養護学校黒部学園分校として設置[1]。
- 1983年（昭和58年）
  - 4月1日 - 富山県立にいかわ養護学校と改称し独立[1]。同年4月7日開校[2]（開校式は黒部学園で同年4月5日に行われた[3]）。
  - 8月26日 - 校旗完成[4]。
  - 8月31日 - 校舎第一期（鉄筋コンクリート平屋建て、教室、管理棟、食堂、延床面積2,854.36 m2）工事が完成[4]。
- 1997年（平成9年）
  - 4月 - 高等部設置。富山県内で初めて産業技術科と生活文化科が設置された[5]。
  - 5月9日 - 高等部校舎（鉄筋コンクリート2階建て、延床面積1,733 m2）の完成式[5]。
- 2010年（平成22年）4月1日 - 富山県立にいかわ総合支援学校に校名を変更[6][7][8]。
- 2018年（平成30年）2月 - 津波避難用屋外階段完成[9]。

## 学部
- 小学部
- 中学部
- 高等部
  - 産業技術科
  - 生活文化科

## 所在地
- 富山県黒部市石田6682番地

## 関連の施設
- 富山県立黒部学園

知的障害のある児童を入所させている施設。1957年に完成。にいかわ総合支援学校に隣接しており、そこから半数程度の児童が通学する。

## 交通
- 富山地方鉄道本線電鉄石田駅より徒歩10分
- あいの風とやま鉄道あいの風とやま鉄道線黒部駅より徒歩10分